# Çaylaqqala
Çaylaqqala (armeniska: Խծաբերդ, azerbajdzjanska: Xtsabert) är en ort i Azerbajdzjan.   Den ligger i distriktet Xocavənd Rayonu, i den sydvästra delen av landet, 280 km väster om huvudstaden Baku. Çaylaqqala ligger 1 623 meter över havet och antalet invånare är 143.
Terrängen runt Çaylaqqala är lite bergig. Runt Çaylaqqala är det ganska glesbefolkat, med 45 invånare per kvadratkilometer.. Närmaste större samhälle är Laçın, 19,8 km väster om Çaylaqqala. 
Trakten runt Çaylaqqala består i huvudsak av gräsmarker.